# Ulrika Widström
Ulrica Carolina Widström (ur. 24 listopada 1764 w Sztokholmie, zm. 19 lutego 1841) – szwedzka pisarka, tłumaczka, nauczycielka.

## Życiorys
Urodziła się w bogatej rodzinie dworskiej. Jej ojcem był Peter Forsberg – organmistrz, matką Katarina Maria Grip. W 1790 poślubiła muzyka Svena Widströma. W okresie od 1792 do 1803 małżeństwu urodziło pięcioro dzieci.
Debiutowała w latach 80. XVIII wieku. Rozgłos przyniosły jej pieśni o charakterze erotycznym Erotiska sånger. Oprócz utworów lirycznych pisała także teksty epickie i dramatyczne. Jej prace zebrał i opublikował Carl Julius Lénström w 1840. W poezji Ulriki Widström pojawiają się wątki feministyczne.